# Polat Dal
Polat Dal (* 4. November 1972) ist ein deutscher Schauspieler.
Erste kleinere Filmrollen hatte er als Häftling Nr. 40 in Das Experiment (2001) und Fernsehfilmen. Ab dem 21. August 2006 war er regelmäßig als Hauptkommissar Deniz Yakin in der RTL-Gerichtshow Das Jugendgericht zu sehen. Diese feste TV-Rolle setzte er ein Jahr darauf in der Pseudo-Doku-Serie Staatsanwalt Posch ermittelt (2007) fort. 2006 spielte Dal auch in der Pastewka-Folge Das Praktikum mit.